# Forest Lake (Illinois)
Forest Lake è un census-designated place (CDP) degli Stati Uniti d'America, situato nello Stato dell'Illinois, nella contea di Lake.